# Теофілос Корідаллеус
Теофілос Корідаллеус (грец. Θεόφιλος ο Κορυδαλλεύς, нар.1570, Афіни — пом.1645, Афіни) — грецький теолог, філософ, педагог, священик Грецької православної церкви. На його честь назване передмістя Пірея Корідаллос.

## Біографія

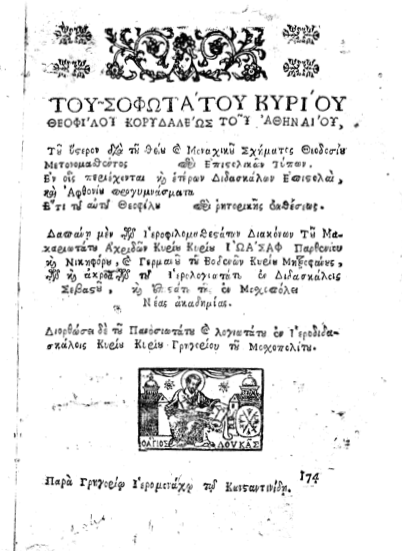
«Риторика» Теофілоса Корідаллеуса

Народився 1570 року в Афінах Османської Греції.
Закінчив школу Святого Афанасія в Римі, займався дослідженнями в галузі медицини і філософії в університеті Падуї. Отримав докторський ступінь в цьому університеті 5 червня 1613 року. Університетські роки збіглися із поверненням до вчення Аристотеля, перебував під впливом філософа-неоарістотеліанця Чезаре Кремоніні (італ. Cesare Cremonini).
Пізніше викладав у школі грецької громади Венеції, в Афінах, Кефалонії і Закінфа до 1622 року, коли Вселенський Патріарх Кирило Лукаріс перевів його до Патріаршої академії. Він зумів її реорганізувати і здобути статус університету, знизив вплив богословської схоластики і привернув увагу до викладання філософії та інтерпретації робіт Аристотеля. Програма навчання Патріаршої академії, підготовлена Корідаллеусом, стала моделлю для усіх грецьких шкіл в період правління Османської імперії.
Тим часом він прийняв схиму та ім'я Феодосій, але пізніше відмовився від неї і повернувся до Константинополя, де виступив з промовою з нагоди хіротонії нового Патріарха. Однак у його промові вгледіли ознаки єресі і піддали переслідуванням. Притулок він знайшов в будинку Дімітріоса Юліану. 1640 року хіротонізований на єпископа Навпакта, але швидко відмовився від сану і перебрався в Афіни, де продовжував викладання до самої своєї смерті в 1645 році.

## Спадщина
Роботи Теофілоса Корідаллеуса представлені переважно філософськими трактатами і коментарями до праць Аристотеля. Серед іншого — листи різного призначення, які копіювалися і перевидавалися неодноразово навіть під час османського панування. Філософського метод Корідаллеуса, відомий як «корідаллізм» (грец. κορυδαλλισμός), покладений в основу освіти греків в добу туркократії.